# Criterium d'Abruzzo
Il Criterium d'Abruzzo è stato una corsa in linea maschile di ciclismo su strada che si svolgeva in Italia, a Cepagatti, un piccolo comune in Provincia di Pescara, ogni anno in agosto. La prova era solitamente abbinata al Trofeo Matteotti che la precedeva di qualche giorno.
La gara iniziò come prosecuzione della Cronostaffetta, una cronometro a squadre, ed inizialmente era svolta anch'essa a cronometro. Nelle prime cinque edizioni venne chiamata Gran Premio Europa o Gran Premio Cepagatti, solo nel 1993 prese la fisionomia di una prova in linea. Pur non essendo una prova importante, secondo le catalogazioni UCI che nel corso degli anni la avevano segnata come evento 1.5, 1.4 e 1.3, i nomi di molti campioni del ciclismo italiano sono inscritti nel suo albo d'oro. 
Con la nascita del UCI Europe Tour e per problemi economici la corsa non venne più organizzata.

## Albo d'oro
Aggiornato all'edizione 2004.
| Anno | Vincitore            | Secondo                  | Terzo               |
| ---- | -------------------- | ------------------------ | ------------------- |
| 1988 | Maurizio Fondriest   | Adriano Baffi            | Danilo Gioia        |
| 1989 | Maurizio Fondriest   | Giuseppe Saronni         | Enrico Galleschi    |
| 1990 | Gianluca Pierobon    | Djamolidine Abdoujaparov | William Dazzani     |
| 1991 | Fabio Baldato        | Fabrizio Bontempi        | Silvio Martinello   |
| 1992 | Franco Chioccioli    | Giancarlo Perini         | Simone Biasci       |
| 1993 | Gianluca Bortolami   | Andrea Ferrigato         | Michele Bartoli     |
| 1994 | Michele Bartoli      | Maximilian Sciandri      | Rolf Sørensen       |
| 1995 | Alberto Elli         | Andrea Ferrigato         | Gian Matteo Fagnini |
| 1996 | Stefano Colagè       | Mirko Gualdi             | Claudio Chiappucci  |
| 1997 | Daniele Nardello     | Giorgio Furlan           | Stefano Colagè      |
| 1998 | Francesco Casagrande | Alessandro Bertolini     | Fausto Dotti        |
| 1999 | Pascal Richard       | Gianmario Ortenzi        | Luca Mazzanti       |
| 2000 | Massimo Apollonio    | Alberto Loddo            | Sandro Giacomelli   |
| 2001 | Milan Kadlec         | Ruggero Marzoli          | Sašo Sviben         |
| 2002 | Salvatore Commesso   | Daniele Bennati          | Ruggero Marzoli     |
| 2003 | Matteo Carrara       | Daniele Bennati          | Eddy Serri          |
| 2004 | Enrico Degano        | Matteo Carrara           | Paolo Bossoni       |